# Poecilochroa barmani
Poecilochroa barmani är en spindelart som beskrevs av Benoy Krishna Tikader 1982. Poecilochroa barmani ingår i släktet Poecilochroa och familjen plattbuksspindlar. Inga underarter finns listade i Catalogue of Life.